# 恋は魔術師
『恋は魔術師』（こいはまじゅつし 西: El amor brujo）は、スペインの作曲家 マヌエル・デ・ファリャが、マルティネス・シエーラの台本により作曲したバレエ（舞踏音楽）。『三角帽子』とともに、ファリャのもっとも有名な作品の1つである。中でも曲中の「火祭りの踊り」などはとりわけ知られている。

## 概要
著名なジプシーの舞踊家のパストーラ・インペリオの依嘱により、歌入りの音楽劇（ないしはフラメンコ）『ヒタネリア』（Gitanería、「ヒターノ気質」）として1914年から1915年にかけて室内オーケストラ（8重奏）のために作曲され、1915年4月15日にマドリッドのテアトロ・デ・ララにおいて初演された。この初期稿の上演は、あまり芳しくない評価に終わった。そのため彼は1915年から1916年にかけて改訂を行い、演奏会用の組曲『恋は魔術師』を制作した。編成も室内オーケストラから、独唱とピアノを含む2管編成オーケストラに改められている。この改訂稿は1916年にマドリッドのリッツ・ホテルにおいて、バルトロメウ・ペレス・カサス指揮、オルケスタ・フィルハルモニカによって初演され好評を博した。この成功を受けてバレエ化を決意したファリャは、シエーラとともにバレエ用の脚本を考え、音楽に最終的な改訂を行った。9年後の1925年にパリのトリアノン・リリック劇場において、舞踏家ラ・アルヘンティーナとビセンテ・エスクデーロによって上演された。

## 初期稿（1915年版、『ヒタネリア』）
次のような楽章配置になっている。
1. 第1場
  1. 序奏と情景（→「序奏と情景」および「洞窟の中で」）
  2. 悩ましい愛の歌（→「悩ましい愛の歌」）
  3. 魔法（→「真夜中（魔法）」
  4. 一日の終わりの踊り（→「火祭りの踊り」）
  5. 情景（→削除）
  6. 漁夫の物語（→「魔法の輪（漁夫の物語）」、朗読の削除）
  7. 間奏曲（→「パントマイム」前半部分）
2. 第2場
  1. 序奏（→「パントマイム」後半部分」）
  2. 情景（→短縮されて「亡霊」に）
  3. きつね火の踊り（→「恐怖の踊り」）
  4. 間奏（→第9曲の「情景」に）
  5. きつね火の歌（→「きつね火の歌」）
  6. 失われた愛を取り戻すための呪文（→削除）
  7. 情景（→「パントマイム」後半部分）
  8. 魔女のふりをした女の踊りと歌（→「愛の戯れの踊り」）
  9. 終曲（→「終曲〜暁の鐘」）

### 楽器編成
フルート1、オーボエ1、ホルン1、トランペット1、ピアノ、ヴィオラ1、チェロ1、コントラバス1、独唱部（メゾ・ソプラノまたはアルト歌手によって歌われる）

## 改訂稿（1925年版、『恋は魔術師』）
1. 序奏と情景
2. 洞窟の中で（夜）
3. 悩ましい愛の歌
4. 亡霊
5. 恐怖の踊り
6. 魔法の輪（漁夫の物語）
7. 真夜中（魔法）
8. 火祭りの踊り（悪霊を払うための）
9. 情景
10. きつね火の歌
11. パントマイム
12. 愛の戯れの踊り
13. 終曲〜暁の鐘

### 楽器編成
フルート2（ピッコロ1持ち替え）、オーボエ1、クラリネット2、ファゴット1、ホルン2、トランペット2、ティンパニ、鐘、ピアノ、独唱部（メゾ・ソプラノまたはアルト歌手によって歌われる）、弦五部

## すじがき
『恋は魔術師』ジプシー娘のカンデーラの物語で、その恋人のカルメロは彼女の以前の恋人であった浮気者男の亡霊に悩まされている。そこで彼女は友人の美しいジプシー娘に亡霊を誘惑してもらい、その隙にカンデーラはカルメロと結ばれる、という筋である。本作品はジプシーたちのアンダルシア訛りの歌が、違和感無く曲調にあてはまるほど実にアンダルシア的である。 また、「火祭りの踊り」と「恐怖の踊り」に代表されるよう、特筆すべき美しさと独創性が顕れる瞬間を感じさせる音楽作品でもある。